# Heddesbach
Heddesbach è un comune tedesco di 494 abitanti, situato nel land del Baden-Württemberg.